# Miličinica
Miličinica (Servisch cyrillisch Миличиница) is een plaats in de Servische gemeente Valjevo. De plaats telt 913 inwoners (2002).

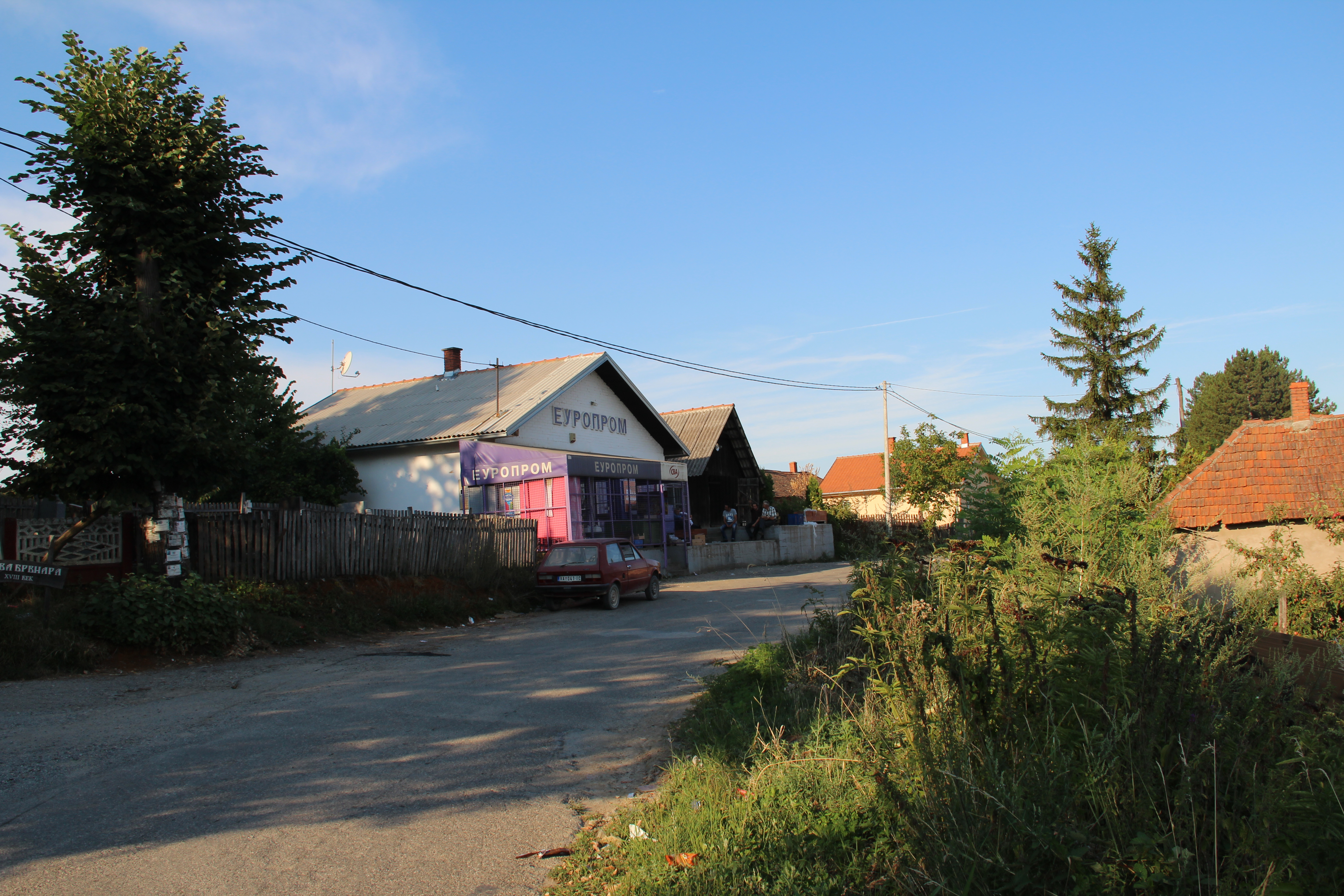
Miličinica - Panorama
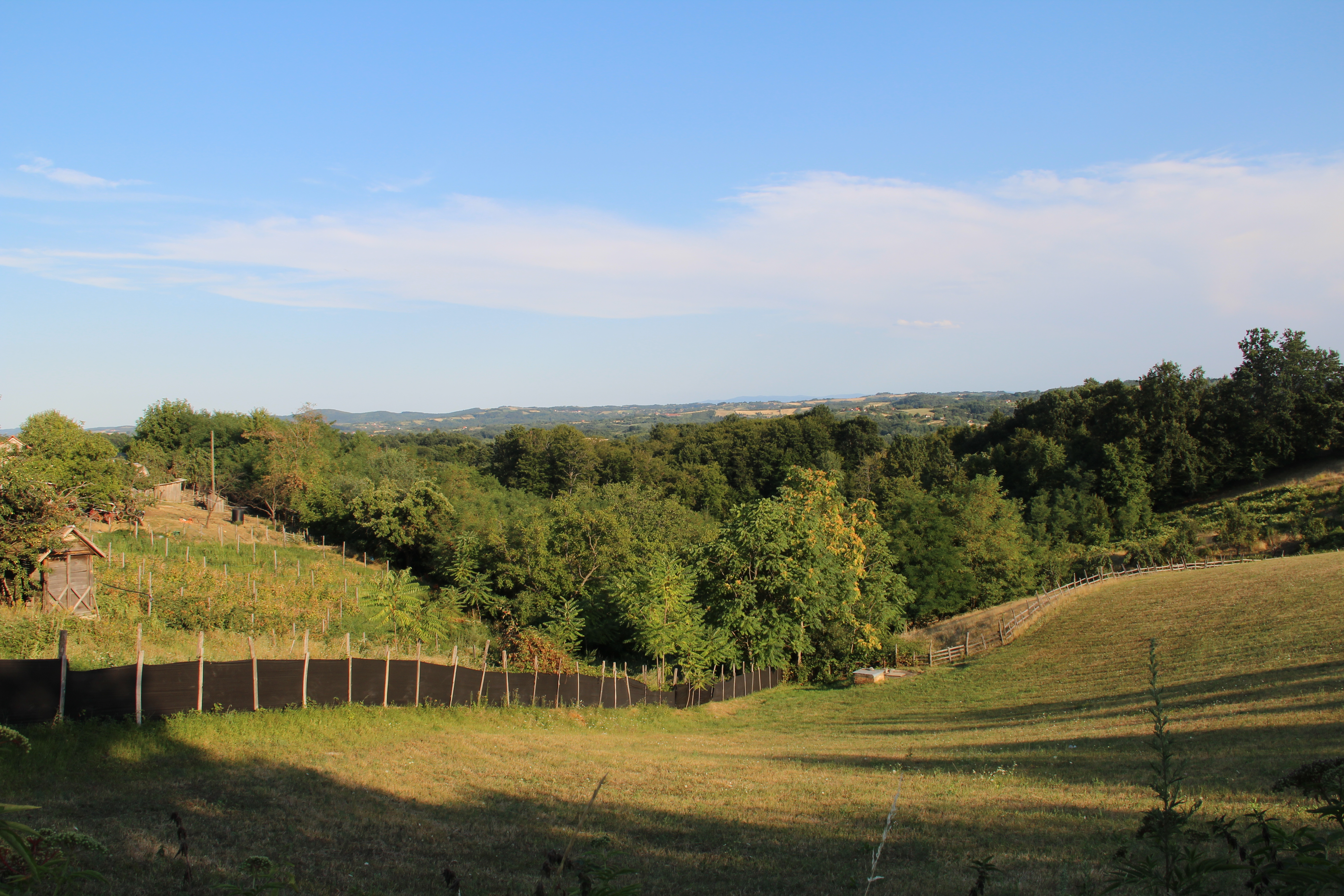
Miličinica - Panorama
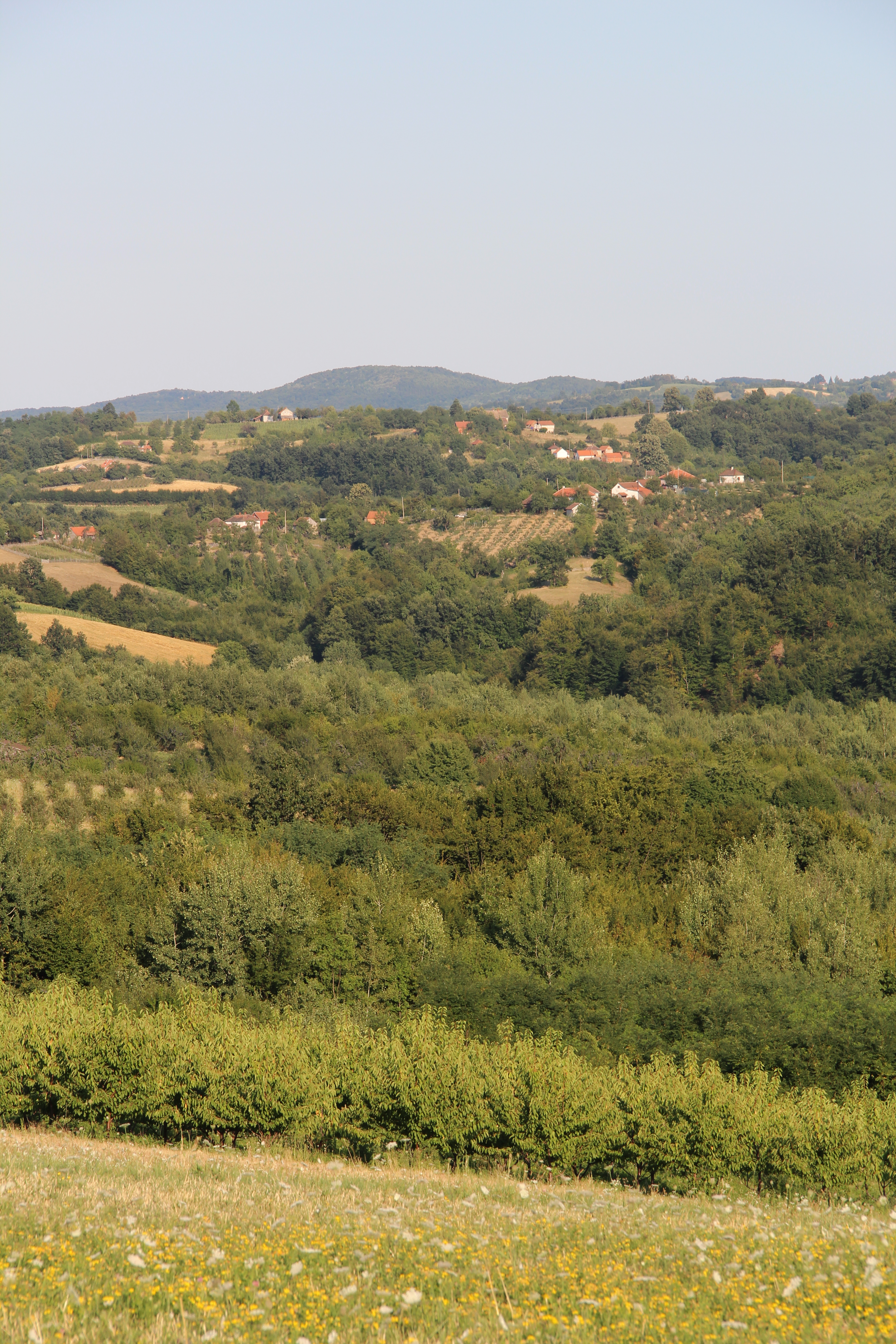
Miličinica - Panorama
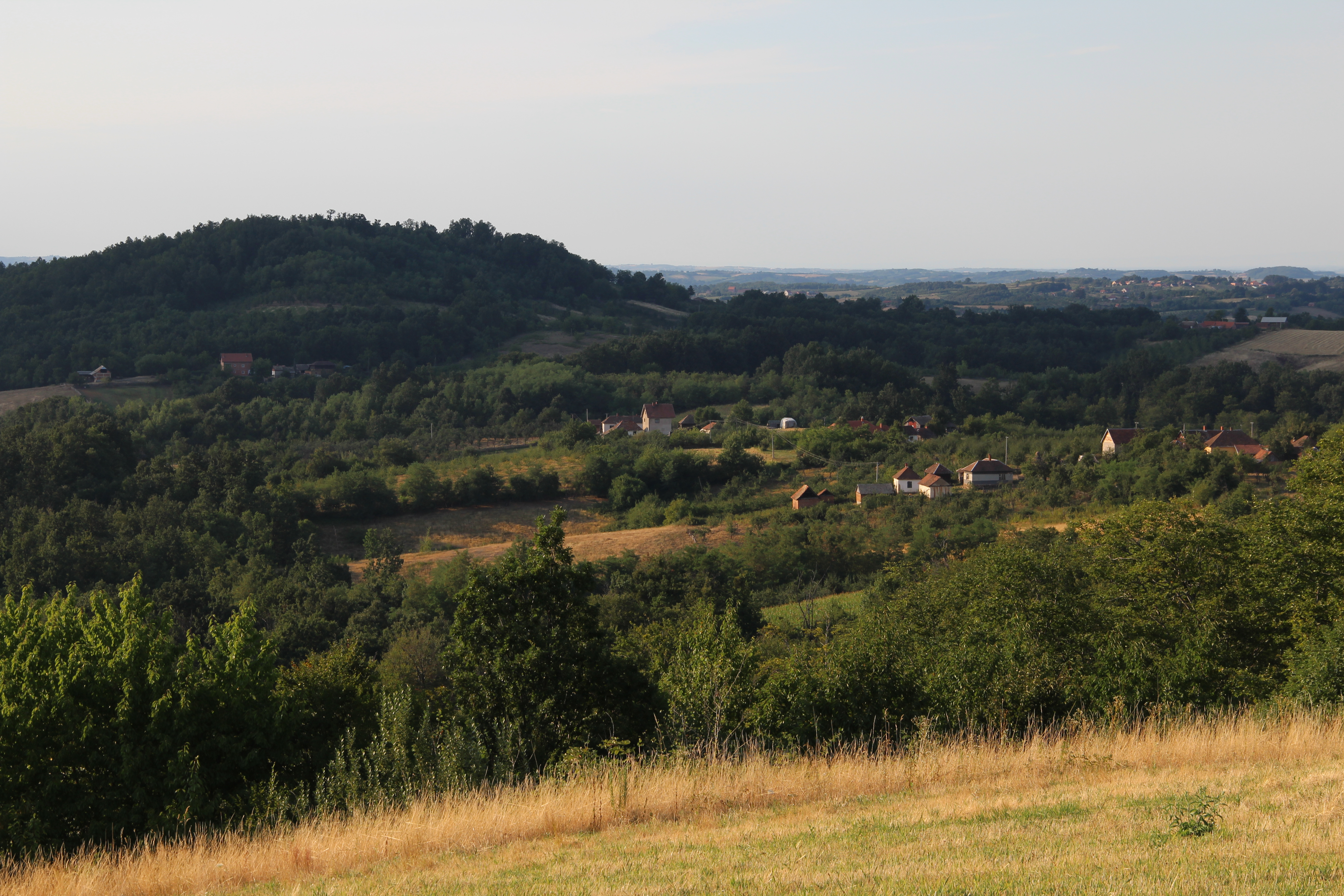
Miličinica - Panorama
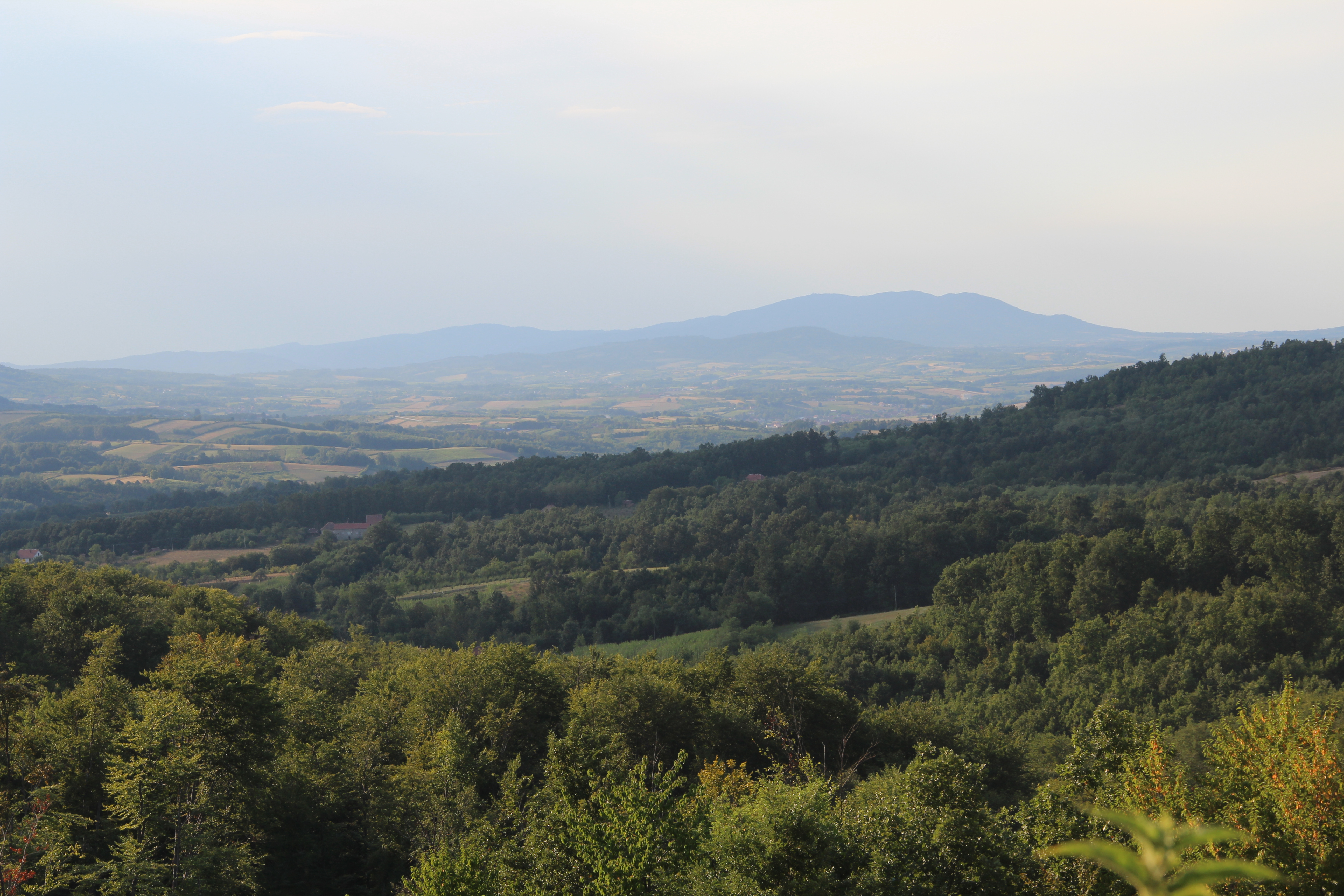
Miličinica - Panorama
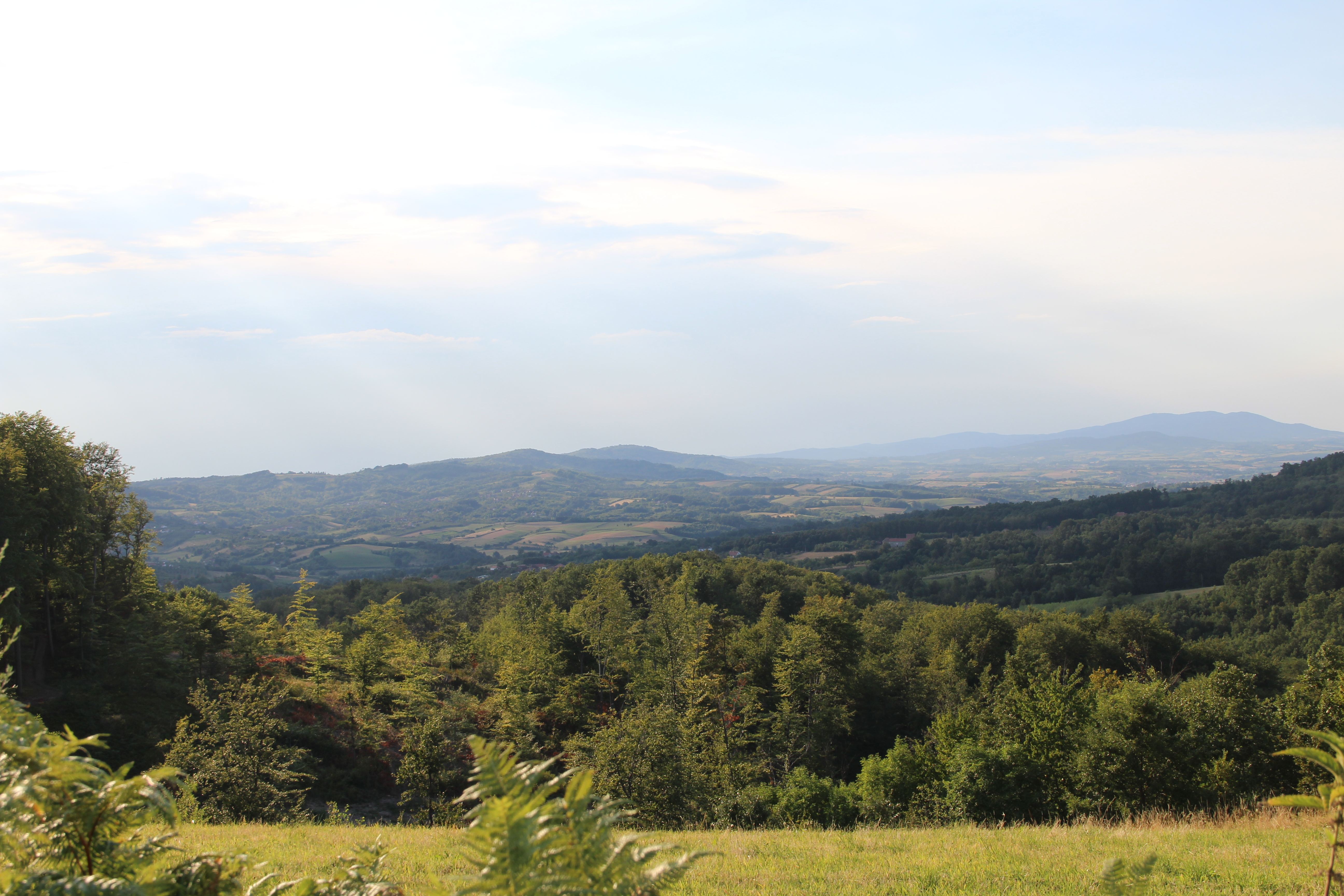
Miličinica - Panorama
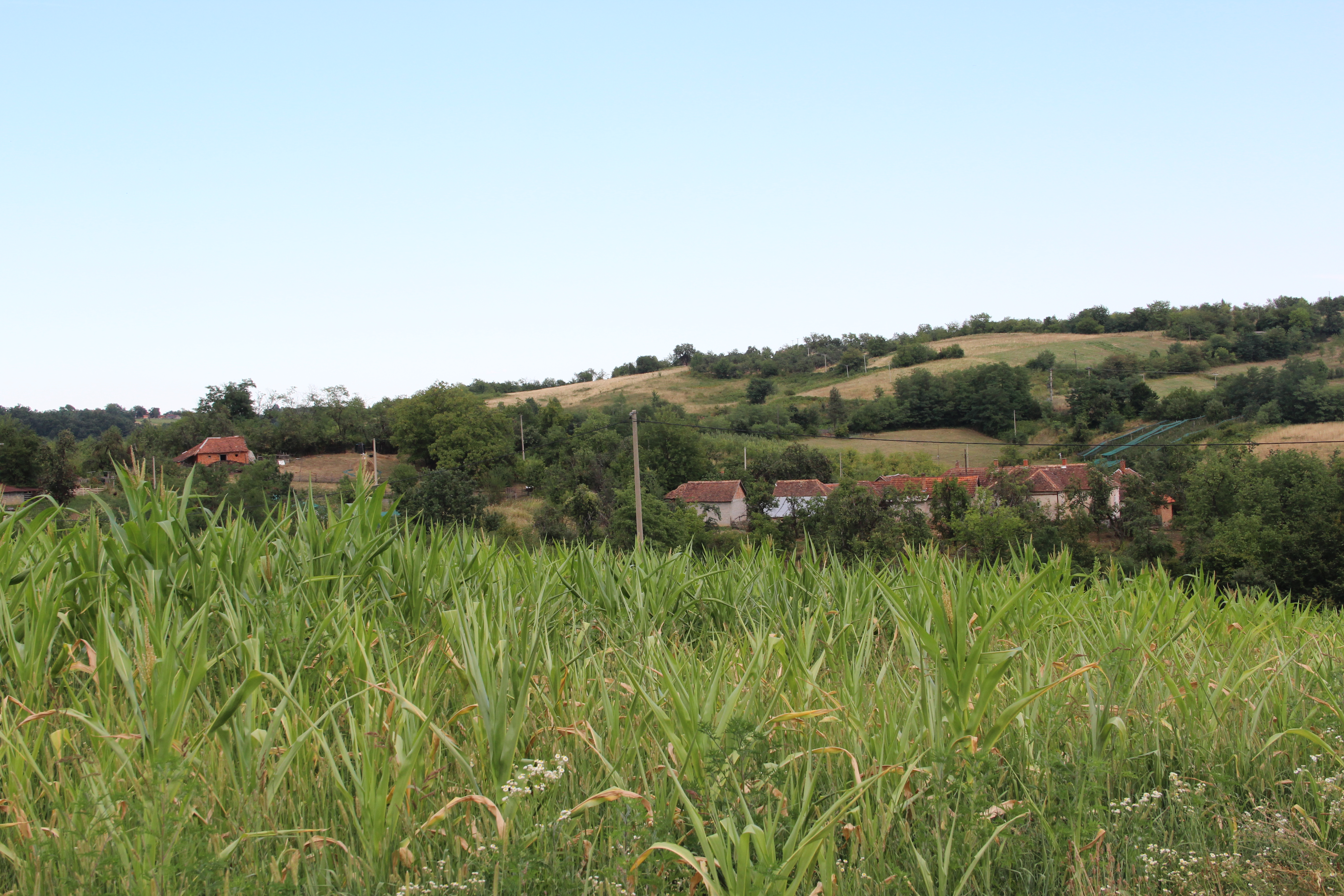
Miličinica - Panorama
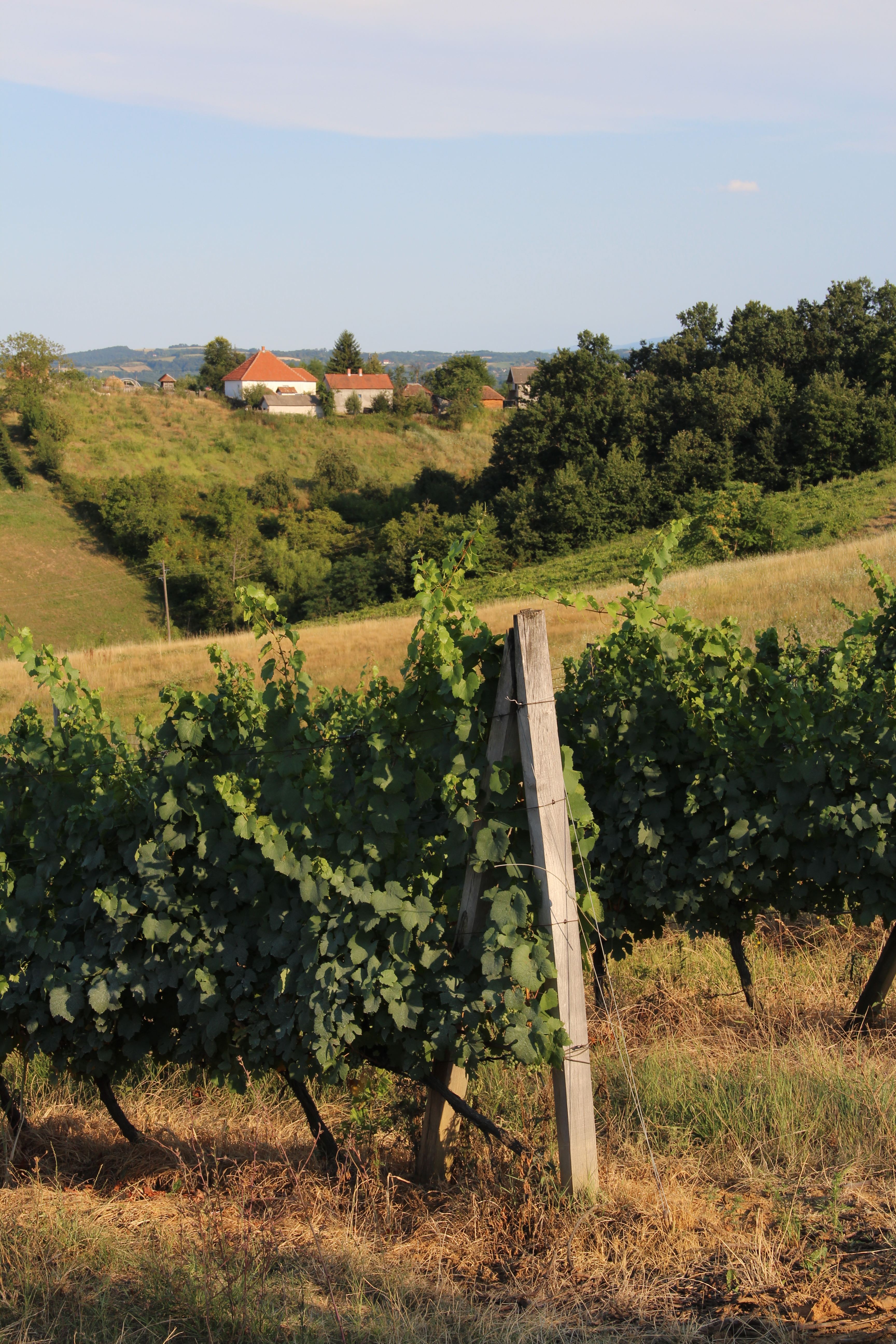
Miličinica - Panorama